# عائشة (مغنية)
عائشة (باللاتفية: Aija Andrejeva)‏ هي مغنية لاتفية، ولدت في 16 يناير 1986 في أوغره في لاتفيا.

## وصلات خارجية
- الموقع الرسمي
- عائشة على موقع ميوزك برينز (الإنجليزية)
- عائشة على موقع ديسكوغز (الإنجليزية)
- عائشة على موقع ديسكوغز (الإنجليزية)